# Bab Dekkakin
 (avril 2022).
La mise en forme du texte ne suit pas les recommandations de Wikipédia : il faut le « wikifier ».
Les points d'amélioration suivants sont les cas les plus fréquents. Le détail des points à revoir est peut-être précisé sur la page de discussion.
- Les titres sont pré-formatés par le logiciel. Ils ne sont ni en capitales, ni en gras.
- Le texte ne doit pas être écrit en capitales (les noms de famille non plus), ni en gras, ni en italique, ni en « petit »…
- Le gras n'est utilisé que pour surligner le titre de l'article dans l'introduction, une seule fois.
- L'italique est rarement utilisé : mots en langue étrangère, titres d'œuvres, noms de bateaux, etc.
- Les citations ne sont pas en italique mais en corps de texte normal. Elles sont entourées par des guillemets français : « et ».
- Les listes à puces sont à éviter, des paragraphes rédigés étant largement préférés. Les tableaux sont à réserver à la présentation de données structurées (résultats, etc.).
- Les appels de note de bas de page (petits chiffres en exposant, introduits par l'outil «  Source ») sont à placer entre la fin de phrase et le point final[comme ça].
- Les liens internes (vers d'autres articles de Wikipédia) sont à choisir avec parcimonie. Créez des liens vers des articles approfondissant le sujet. Les termes génériques sans rapport avec le sujet sont à éviter, ainsi que les répétitions de liens vers un même terme.
- Les liens externes sont à placer uniquement dans une section « Liens externes », à la fin de l'article. Ces liens sont à choisir avec parcimonie suivant les règles définies. Si un lien sert de source à l'article, son insertion dans le texte est à faire par les notes de bas de page.
- La présentation des références doit suivre les conventions bibliographiques. Il est recommandé d'utiliser les modèles {{Ouvrage}}, {{Chapitre}}, {{Article}}, {{Lien web}} et/ou {{Bibliographie}}. Le mode d'édition visuel peut mettre en forme automatiquement les références.
- Insérer une infobox (cadre d'informations à droite) n'est pas obligatoire pour parachever la mise en page.

Pour une aide détaillée, merci de consulter Aide:Wikification.
Si vous pensez que ces points ont été résolus, vous pouvez retirer ce bandeau et améliorer la mise en forme d'un autre article.
 (avril 2022).
Si vous disposez d'ouvrages ou d'articles de référence ou si vous connaissez des sites web de qualité traitant du thème abordé ici, merci de compléter l'article en donnant les références utiles à sa vérifiabilité et en les liant à la section « Notes et références ».
Bab Dekkakin ou Bab Dekakene (en arabe : باب الدكاكين) est une porte fortifiée et cérémonielle à Fès, au Maroc. La porte est située entre le Vieux Méchouar et le Nouveau Méchouar à la limite nord de Méchouar Fès Jdid.

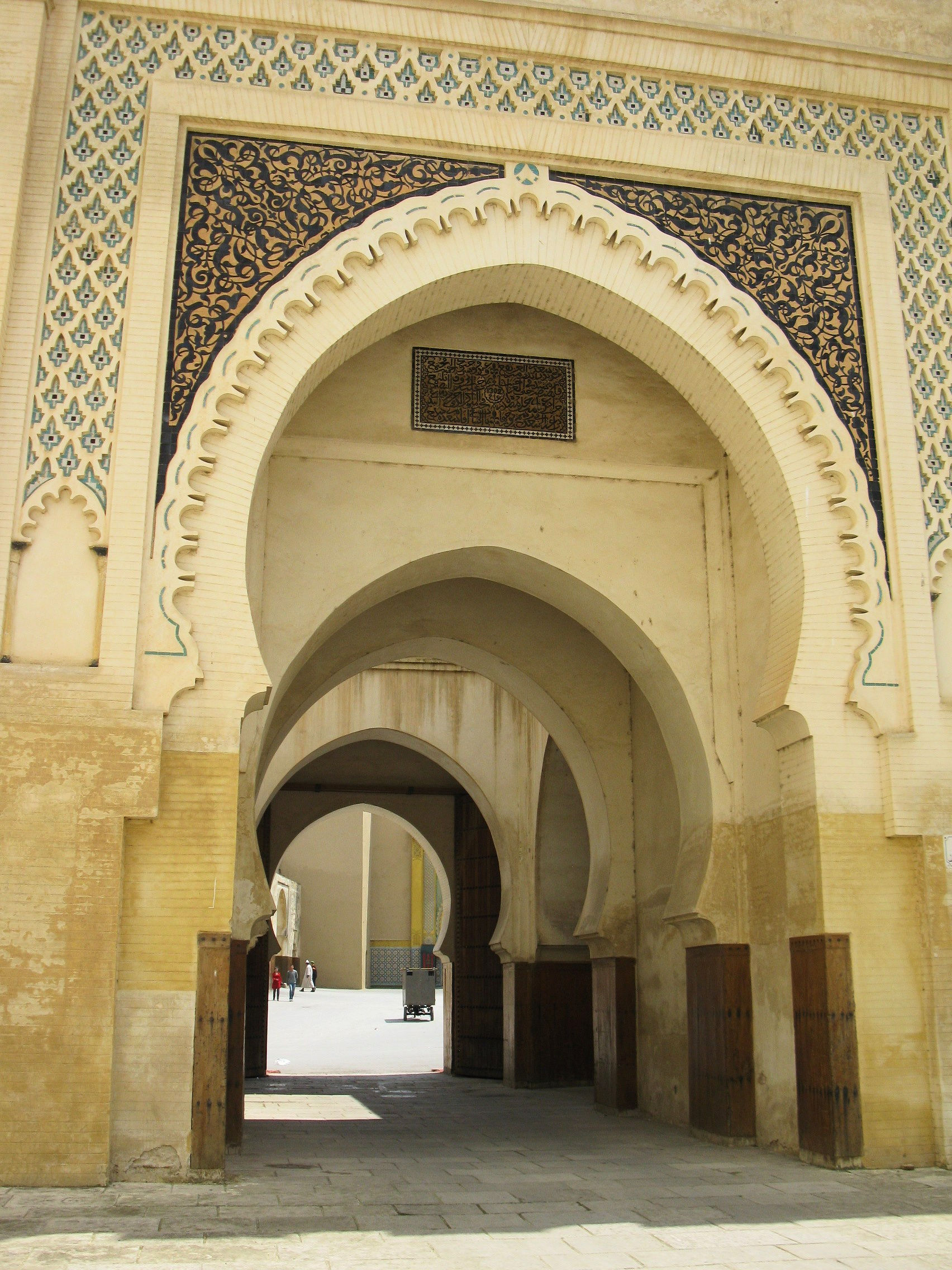
Façade extérieure de Bab Dekkakin, vue du Nouveau Méchouar. Remarque : Une inscription au-dessus de la porte donne la date 1302 (AH), qui semble être une référence aux travaux effectués par le sultan Moulay Hassan dans ce domaine en 1886, lorsqu'il a construit le Dar al-Makina attenant. Vraisemblablement, Moulay Hassan a également rénové la porte à cette époque également.

## Origine du nom
Le nom original de la porte était Bab es-Sebaa ("Porte du Lion"), probablement en référence à une image sculptée ou à un motif de lion qui a depuis, disparu.
À l'origine, le nom "Bab Dekkakin" était en fait le nom de ce qui est maintenant la porte du Palais Royal lui-même, qui était autrefois l'entrée principale de la ville (appelée à l'origine Bab el-Oued ou Bab el-Qantara) avant l'agrandissement du palais. à ce point. Ce n'est que plus tard que le nom en vint à désigner Bab es-Sebaa. Le nom Bab Dekkakin signifie "Porte des bancs" et fait référence à l'existence antérieure de bancs le long des côtés de la porte où ceux qui recevaient une audience à l'intérieur du palais attendaient d'être appelés.

## Histoire

### Période Merinides
Fes el-Jdid (« la Nouvelle Fès ») a été fondée en 1276 par le sultan Abu Yusuf Ya'qub comme nouvelle capitale du sultanat mérinide, en tant qu'agglomération distincte surplombant la ville voisine de Fès (Fès el-Bali, «  la Vieille Fès »). La ville comprenait le palais royal du sultan (Dar al-Makhzen), qui a servi de résidence aux dirigeants du Maroc pendant de nombreuses périodes et est encore utilisée à l'occasion par le roi du Maroc aujourd'hui.
Bab Dekkakin date de la fondation originale des Mérinides en 1276 et faisait partie de l'entrée principale nord de la ville. Son agencement était très défensif et il avait à l'origine une entrée courbée (obligeant les attaquants à tourner plusieurs coins lorsqu'ils le traversaient). Flanqué de deux paires de hautes tours carrées, certains érudits pensent que les tours extérieures, plus hautes que les intérieures, ont été ajoutées à la porte en 1286 lors de la construction de l' aqueduc qui alimentait en eau les jardins royaux mérinides au nord de la ville. Les tours ont peut-être été destinées en partie à protéger à la fois l'aqueduc et l'énorme noria (roue hydraulique) qui y élevait l'eau et qui aurait été presque aussi haute que les tours elles-mêmes.

### Période alaouite
La porte donnait accès à ce qui est aujourd'hui la place du Vieux Méchouar, mais à l'origine cette place servait en fait de pont fortifié sur l'Oued Fès. À son extrémité sud se trouvait Bab el-Oued ("Porte du fleuve") ou Bab al-Qantara ("Porte du pont"), la porte principale de la ville elle-même. Cette porte sud est devenue plus tard la porte du Palais Royal lorsque ce dernier a été agrandi jusqu'à ce point à la fin du XIXe siècle, après quoi la place qui lui fait face est devenue un méchouar.
Le quartier du méchouar, tout comme le palais, a été modifié et agrandi au cours des siècles. Du côté nord de Bab Dekkakin, le Nouveau Mechouar, plus grand que l'ancien, a été créé soit par le sultan alaouite Moulay Muhammad ibn Abdallah (Mohammed III) pendant son règne (1757-1790) soit par le sultan alaouite plus tard Moulay Hassan (gouverné de 1873 à 1894) qui est crédité d'avoir agrandi le palais à sa taille actuelle. À l'ouest de la place du Nouveau Mechouar se trouve une porte d'entrée au style architectural à l'italienne qui appartient à la Makina (Dar al-Makina), une ancienne fabrique d'armes créée par Moulay Hassan en 1886 avec l'aide d'officiers italiens. À l'origine, ce mur ouest était en fait le grand aqueduc mérinide construit en 1287 pour acheminer l'eau vers les jardins royaux mérinides ; le faible contour de ses arcs peut encore être vu aujourd'hui le long de la surface du mur. La porte nord du Nouveau Mechouar, en face de Bab Dekkakin, connue sous le nom de Bab Kbibat es-Smen ("Porte de la Niche à Beurre"), date également de cette construction de 1886, bien qu'une autre porte appelée Bab Segma se trouvait autrefois près d'ici et son nom est encore utilisé comme toponyme pour la région.
Aujourd'hui, la porte sert également de toile de fond aux performances qui se déroulent à l'intérieur du Nouveau Mechouar lors du Festival annuel des musiques sacrées du monde

## Restauration
Bab Dekkakin lui-même a été restauré et modifié en 1884, sous le règne du sultan Moulay Hassan. En particulier, l'arc central de la porte a été ouvert pour fournir un passage droit ou direct à travers celle-ci au lieu de l'entrée coudée d'origine, afin de faciliter la circulation (similaire à ce qui a été fait plus tard à Bab Semmarine également). En 1912 ou après, un autre passage ou arcade a été ouvert sur le côté est de l'arc central (à gauche vu du Vieux Méchouar) et a reçu un contour décoratif similaire à l'arche ouest afin de créer une symétrie visuelle. Cependant, la forme générale de la porte, y compris les tours massives qui la flanquent, semble être originale de la période marinide. Jusqu'au début du XXe siècle, il y avait aussi une prison rattachée à Bab Dekkakin, où étaient détenus les prisonniers purgeant de longues peines.

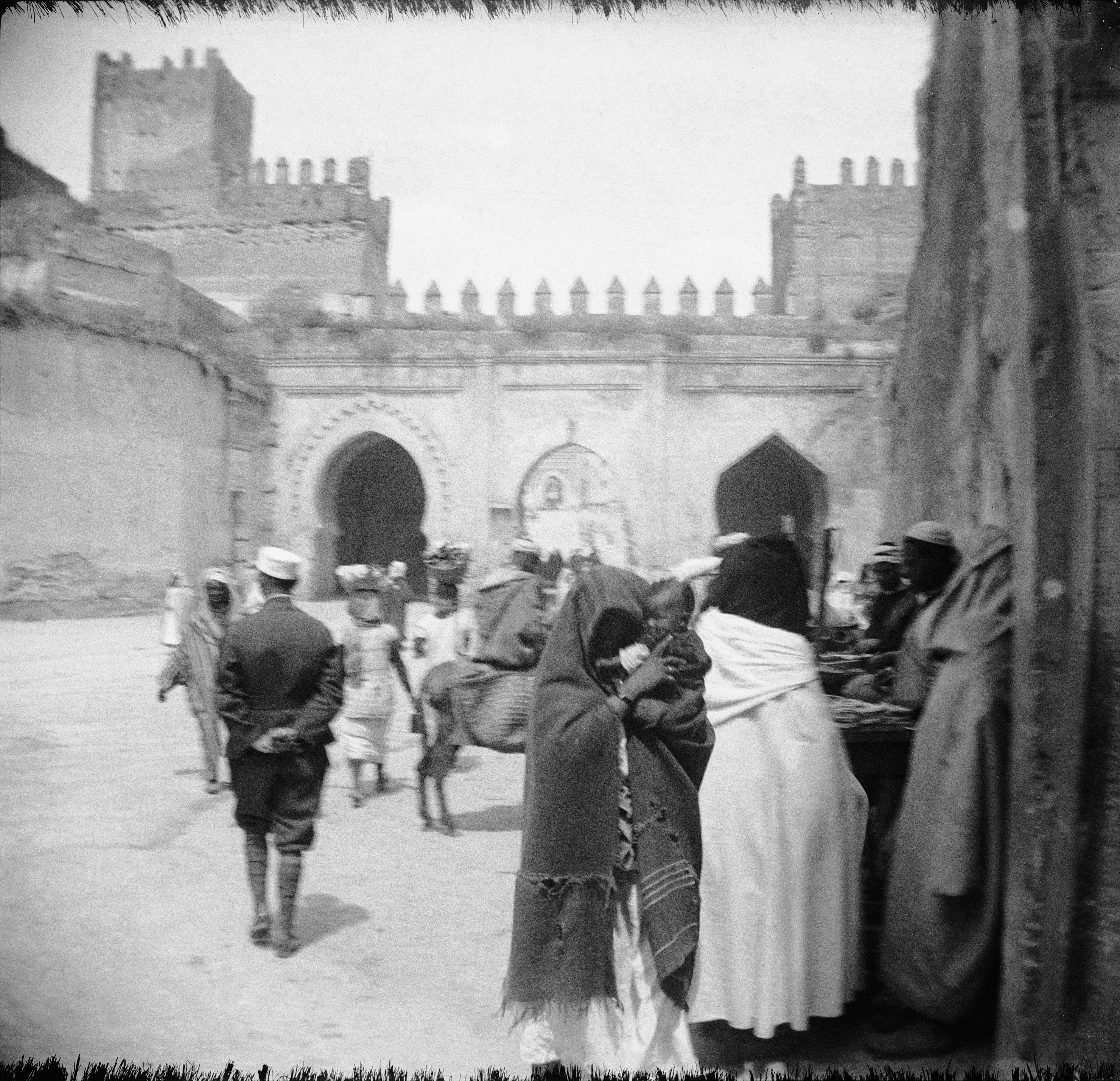
Bab Dekkakin en 1920

## Architecture
La face intérieure de la porte fait face au Vieux Méchouar et à la porte nord-est du Palais Royal, historiquement l'entrée principale du parc du palais (jusqu'à la construction des nouvelles portes du palais au sud-ouest au XXe siècle). Sa façade extérieure fait face au Nouveau Méchouar.
La porte est faite de pierre de maçonnerie et de brique et est placée entre deux paires de tours carrées massives qui sont révélatrices de l'architecture militaire marinide. Le passage intérieur de la porte est composé de plusieurs passages en arc outrepassé disposés aux seuils de trois chambres séquentielles. La chambre du milieu est ouverte sur le ciel au-dessus; une caractéristique défensive de la porte d'origine qui permettait aux défenseurs de tirer ou de larguer des projectiles sur les attaquants à l'intérieur du passage de la porte. En plus de ce passage central, cependant, il y a deux autres passages latéraux à travers des arcades plus petites sur la façade extérieure de la porte et à travers des arcades de taille égale sur sa façade intérieure (apparaissant ainsi comme une triple porte de ce côté). Cette disposition symétrique est le résultat de modifications modernes de la porte pour faciliter la circulation. La porte d'origine avait une entrée coudée: à partir de l'ouverture centrale sur son côté nord (extérieur), le passage intérieur de la porte tournait deux fois à 90 degrés et émergeait à ce qui est maintenant l'arche la plus à l'ouest du côté du Vieux Méchouar.
La façade extérieure de la porte est aussi la plus richement décorée. Le contour de l'arcade centrale est orné d'une moulure sculptée d'un motif répété en plein cintre. Les écoinçons au-dessus sont remplis de tuiles peintes d' arabesques entrelacées (végétales ou florales). Tout cela est à son tour entouré d'un cadre rectangulaire composé d'une bande ou d'une frise sculptée dans un motif darj wa ktaf (un motif marocain ressemblant à peu près à une palmette ou fleur de lys répétitive). Au-dessus de l'arche centrale se trouve un panneau de tuiles comportant une inscription arabe élaborée. Les deux arcades latérales de la façade intérieure du portail sont décorées d'une simple moulure en plein cintre comme celle qui entoure l'arcade centrale du côté extérieur, mais sinon il y a peu de décoration sur cette façade.